# Angelito Gatlabayan
Angelito C. Gatlabayan (* 24. Juli 1952) ist ein philippinischer Politiker.
Gatlabayan war von 1998 bis 2007 Bürgermeister von Antipolo. Danach wechselte er in das philippinische Repräsentantenhaus. Sein dortiger Vorgänger als Abgeordneter, Victor Sumulong, wurde im Gegenzug 2007 zum neuen Bürgermeister von Antipolo gewählt.
Gatlabayan ist verheiratet.